# Durham Bulls Athletic Park
Durham Bulls Athletic Park est un stade de baseball situé à Durham dans l'État de Caroline du Nord aux États-Unis.

## Histoire
Cette enceinte est inaugurée en 1995 pour remplacer l'ancien stade des Bulls ouvert en 1926. Ce vieux stade n'est pas détruit ; il est utilisé pour des matches amateurs.
Le Durham Bulls Athletic Park est conçu par le même cabinet d'architectes, HOK Sport, qui signa les plans des stades de Baltimore et de Cleveland, ces enceintes modernes à l'habillage classique. 
Grâce à cet équipement de qualité, les Durham Bulls passent du niveau High-A (D3 des ligues mineures) au Triple-A (D1 des ligues mineures) en 1999.